# La Caseta (Avinyonet del Penedès)
La Caseta és un edifici del municipi d'Avinyonet del Penedès (Alt Penedès) protegit com a bé cultural d'interès local. És una masia de tipus basilical composta de planta baixa, pis i golfes. Portal d'entrada d'arc de mig punt adovellat. Finestres amb ampits de pedra al primer pis. Galeria de finestres d'arc de mig punt a les golfes. Edificis agrícoles annexos.